# San Marcos, La Concordia
San Marcos är en ort i Mexiko.   Den ligger i kommunen La Concordia och delstaten Chiapas, i den sydöstra delen av landet, 800 km sydost om huvudstaden Mexico City. San Marcos ligger 598 meter över havet och antalet invånare är 186.
Terrängen runt San Marcos är varierad. Runt San Marcos är det ganska glesbefolkat, med 28 invånare per kvadratkilometer. Närmaste större samhälle är Angel Albino Corzo, 10,0 km sydost om San Marcos. I omgivningarna runt San Marcos växer huvudsakligen savannskog.